# 東斯特里帕河
東斯特里帕河（烏克蘭語：Східна Стрипа），是烏克蘭的河流，位於該國西部捷爾諾波爾州，屬於斯特里帕河的左支流，發源自莫尼利夫卡以北，流經捷尔诺波尔区，河道全長13公里。